# Casita del tiempo

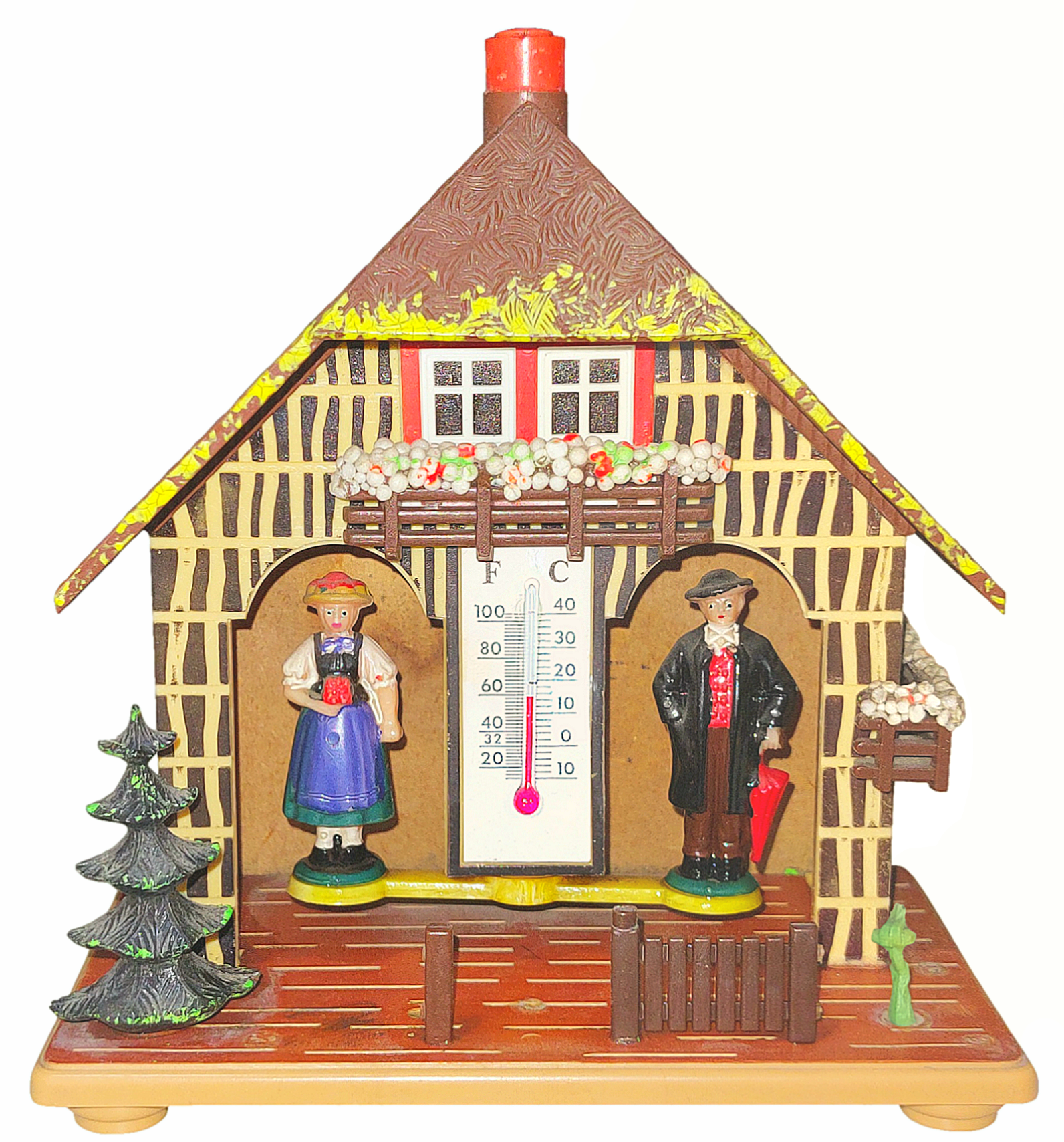
Casita del tiempo de la marca Bambi fabricada en Alemania Occidental en la década de 1970.

La casita del tiempo (en alemán: Wetterhäuschen) es un higrómetro de absorción creado aproximadamente a principios del siglo xviii.

## Historia
Este artilugio, encuadrado en el arte popular, existe al menos desde principios del siglo xviii puesto que en 1726 Jacob Leupold describió un higrómetro de este tipo indicando que el mismo había sido fabricado varios años antes.: 290  Por su parte, en 1735 Johann Heinrich Zedler informó en su enciclopedia que esta clase de artículos eran vendidos habitualmente por buhoneros en los mercadillos,: 1422  mientras que en 1795 Karl Friedrich August Hochheimer se abstuvo de describirlos con detalle a la hora de dar instrucciones para la fabricación de higrómetros ya que para ese entonces podían verse «en todas partes»,: 276  indicativo de la fama de estos aparatos y de su fabricación en masa, iniciada el año anterior por artesanos de la Selva Negra. Previamente y durante varios siglos el motor de esta región alemana fue la extracción de minerales, sector que la había hecho famosa a nivel mundial, si bien la amenaza del agotamiento de estos recursos provocó la necesidad de buscar otro oficio para poder subsistir; gracias a las habilidades aprendidas por los mineros en materia de carpintería para garantizar la seguridad en los yacimientos, se empezó la producción de artesanías, mercado en el que terminarían centrándose los habitantes de la Selva Negra tras el cierre de las minas, desarrollándose una importante industria que ya desde el principio tuvo que hacer frente a copias de inferior calidad tal y como consta en un anuncio de julio de 1969, en el que se relatan los orígenes de estos artículos y se advierte al consumidor de la existencia de falsificaciones procedentes de la antigua Alemania Oriental:

Evite esas frágiles y baratas casas de plástico hechas en el Oriente [...]. Estas deliciosas Wetterhäuschen han sido hechas por nueve generaciones de dotados artesanos de la fabulosa Schwarzwald en los Alpes alemanes. Por cerca de 2 siglos — desde 1794 — estas casitas del tiempo han sido imitadas pero nunca igualadas. Este antiguo arte de los artesanos de la madera, celosamente guardado, ha sido transmitido, a lo largo de los siglos, de padre a hijos e hijas. Las wetterhäuschen reales y genuinas son hechas solo en esta pintoresca área de la Selva Negra y en ningún otro sitio. Se advierte a los lectores que eviten falsas imitaciones orientales.: 44 

En otro anuncio de 1967 se hace mención igualmente a la existencia de imitaciones y se resaltan las cualidades de los modelos originales:

Por favor no confunda esta casita del tiempo finamente hecha con las baratas imitaciones de plástico [...]. Las Wetterhäuschen originales y genuinas son hechas solo en la Schwarzwald (Selva Negra) de Alemania. En pequeñas aldeas de esta región de cuento de hadas, el arte de fabricar casitas del tiempo era refinado y perfecto. Los secretos del pintado, modelado, cortado, montaje, fueron transmitidos de generación en generación. Nunca fueron revelados a forasteros. A través de los siglos estas casitas del tiempo han sido imitadas, pero nadie ha igualado jamás el pintoresco encanto y la precisa mano de obra de las originales. De hecho, toda wetterhäuschen genuina está ensamblada, terminada y pintada a mano.

Comercializadas a lo largo de los años por varias empresas (Bambi, Toggili, Hekas, Foster-Trent, Trenkle Uhren, etc.) y objeto de venta mediante cupones en periódicos y revistas como Grit,: 44  The Workbasket and Home Arts Magazine, The American Legion Magazine: 41  y Weekly World News,: 41  las casitas del tiempo gozaron de gran popularidad hasta que el pronóstico meteorológico empezó a ser una información común,: 22  aunque siguen perdurando como suvenires especialmente en Alemania, Suiza y Austria, con la Selva Negra como el principal y más famoso lugar de fabricación, si bien durante el siglo xx otras zonas como Wünschendorf o Geschwenda, ambas en la antigua Alemania Oriental, destacaron por ser importantes focos de producción; en Geschwenda Günther Frankenberger fundó en 1905 una empresa dedicada a este oficio la cual vendía a todo el mundo una media de 2000 casitas del tiempo al mes, cesando su actividad en 2002 tras varios años de declive a causa del colapso de la Unión Soviética, mientras que en Wünschendorf sobresalieron artesanos como Robert Theophilus Weber, Willy Dähnert, Egon Sperber, Felix Schubert, Werner Süß, Ernst Emil Berger y su hijo Georg Berger.

## Descripción y funcionamiento

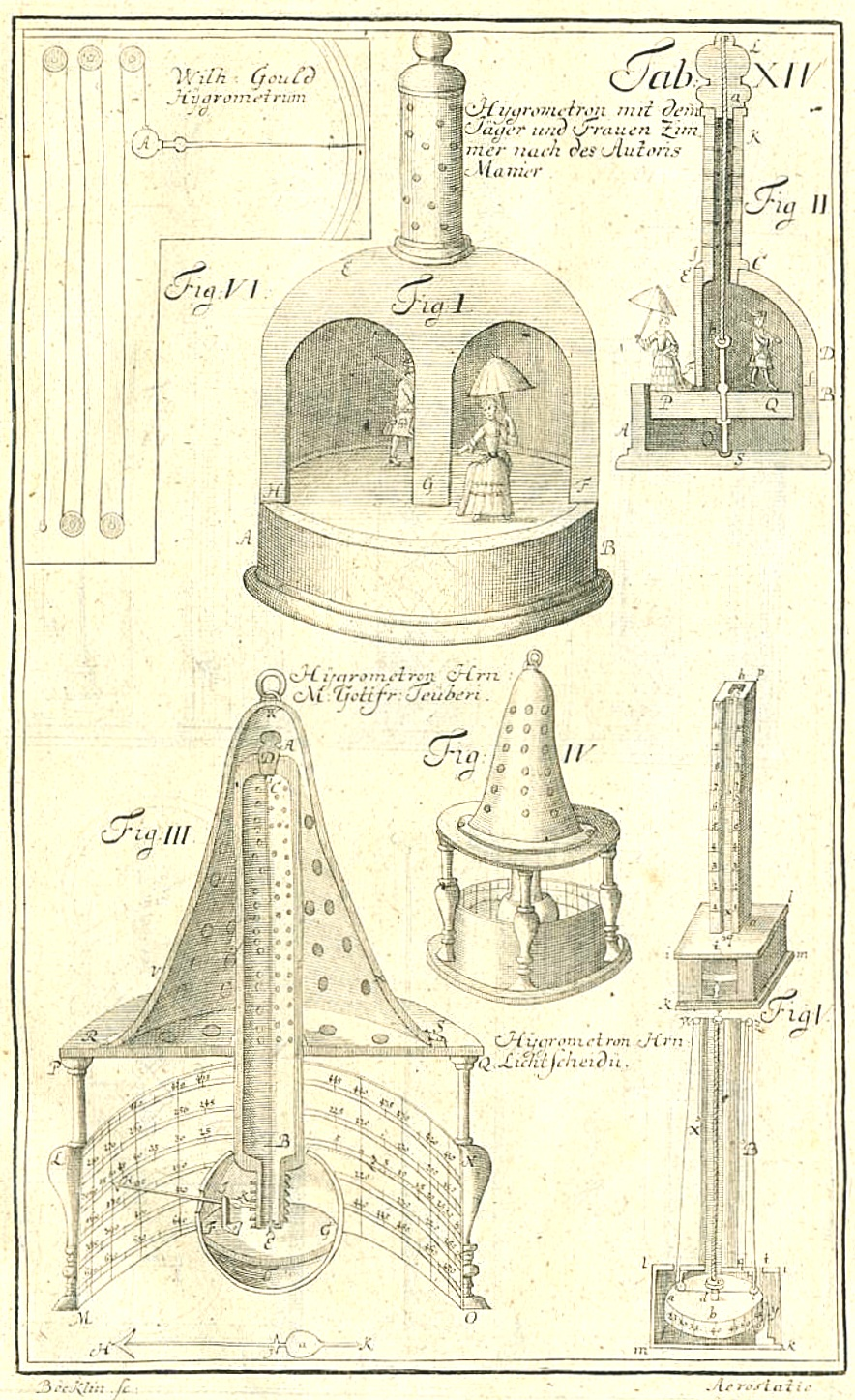
Ilustración del artilugio descrito por Jacob Leupold. Pars III. Theatri Statici Universalis, sive Theatrum Aerostaticum, Oder: Schau-Platz Der Machinen Zu Abwiegung und Beobachtung aller vornehmsten Eigenschafften der Lufft 5 (1726).

Las casitas del tiempo consisten generalmente en una miniatura de una vivienda tradicional de la Selva Negra: 6  o los Alpes suizos (similar a un reloj de cuco), con dos aberturas en la parte inferior y una barra a la que se encuentran sujetas dos figuras humanas frecuentemente ataviadas con el traje típico bávaro (principalmente el de Gutach, aunque también pueden vestir el lederhosen y el dirndl), hallándose por lo general un hombre a la derecha y una mujer a la izquierda y saliendo una u otra a través de los orificios en función del grado de humedad: si este es bajo sale la figura de la mujer, conocida en alemán como «Sonnenfrau» («mujer sol»), mientras que si es elevado sale el hombre, llamado «Regenmann» («hombre lluvia»), el cual luce en ocasiones un abrigo y un paraguas (la mujer suele llevar el característico sombrero de pompones rojos que la identifica como soltera). Ambas figuras están unidas a una barra giratoria suspendida del techo de la casita y accionada gracias a un resorte al cual se halla atado un cordel consistente en un trozo de tripa de oveja (cátgut) o un mechón de pelo (generalmente crin de caballo), materiales que al ser higroscópicos se contraen o se expanden debido a su fuerte reacción a la humedad del aire, dilatándose cuando el ambiente es húmedo (hasta un 2,5% con una humedad relativa del 100%) y tensándose cuando es seco, lo que produce la deflexión necesaria para que el resorte haga girar la barra y salga una figura mientras la otra permanece en consecuencia dentro de la vivienda, con un objeto dispuesto a modo de motivo ornamental en la parte delantera cuya función es detener la trayectoria de la barra y así evitar que esta dé un giro de 360°, si bien para un correcto funcionamiento las casitas del tiempo deben instalarse en exteriores o en interiores aireados. Al tratarse de un higrómetro de absorción es necesario realizar ajustes ya que el dispositivo no reconoce por sí solo si el grado de humedad es alto o bajo, aparte de que la estructura del cordel varía con el paso del tiempo, llevándose a cabo el ajuste en estos artilugios una sola vez mediante un saliente ubicado en el tejado a modo de chimenea al cual se halla sujeto el cordel: este saliente debe girarse hasta que salga la figura de la mujer si el tiempo es soleado o la figura del hombre si el ambiente es húmedo, aunque también se puede envolver la casita en una tela mojada y al cabo de unos minutos girar el saliente hasta que salga la figura del hombre, quedando de este modo el grado de humedad establecido con mayor precisión.
Los primeros ejemplares eran elaborados en madera (los de la Selva Negra con madera de árboles autóctonos), lo que reducía en gran medida su vida útil, siendo la mayoría de los modelos actuales fabricados en plástico, aunque en algunos aún se sigue empleando madera maciza. A día de hoy algunas casitas del tiempo están equipadas con huchas y otras con termómetros situados entre las dos aberturas que además de medir la temperatura en grados Celsius y Fahrenheit mantienen oculto el cordel, siendo este último modelo conocido también como «termómetro alpino» por imitar las casitas el aspecto de los típicos hogares de la zona alpina de la Selva Negra (antiguamente había variantes que albergaban relojes de cuerda e incluso funcionaban como barómetros). Además de la vivienda y las figuras, las casitas del tiempo suelen contar con un pequeño jardín a veces vallado en el que pueden disponerse una gran variedad de ornamentos tales como abrevaderos, animales silvestres, hongos, flores, árboles y, en ocasiones, personajes de la literatura infantil (Hansel y Gretel o Heidi) y elementos caracterizadores de la vida campestre alemana, más concretamente de la Selva Negra (gnomos de jardín, vacas, hombres bebiendo cerveza, leñadores y músicos). La variación afecta también a las figuras, las cuales pueden representar niños, parejas de novios e incluso animales, con numerosos anuncios entre las décadas de 1960 y 1990 describiendo al hombre como un viejo gruñón llamado Herr Hans o Herr Humperdinck y a la mujer como su hija Brunhild o Brunhilde:: 44 : 41 : 41 : 6 

El gruñón Herr Hans y su rubia hija Brunhilde «viven» en esta cabaña de la Selva Negra. Cuando el gruñón Hans sale adelante con su diminuto paraguas, ¡estate alerta! ¡Lluvia, nieve o aguanieve pueden estar de camino! Pero cuando Brunhilde sale a dar un paseo, ¡alégrate! Se avecinan clima claro y seco y cielos soleados. Estas pequeñas «personitas» se ven tan reales, ¡casi parecen vivas! Sus movimientos a gogó están controlados por un ingenioso pero simple mecanismo basado en el principio de la higrometría.

## Cultura popular
Las casitas del tiempo han aparecido en multitud de ámbitos más allá de las artesanías. En el mundo de la música destacan la ópera inglesa de un solo acto Weather or No (1896-1897), la cual versa sobre las figuras de una casita del tiempo que se enamoran (obtendría gran fama al ser interpretada como pieza complementaria de El Mikado); el álbum Weatherhouse (2014) de Philip Selway, ilustrado con una rudimentaria versión de este aparato; y el álbum publicado en 2015 por el grupo Woffelpantoffel titulado Lieder ganz aus dem (Wetter) - Häuschen, en cuya portada aparece dibujada una casita del tiempo, teniendo a mayores la canción «Ich bin das Wetterhäuschen» dedicada a este artilugio. Del mismo modo, en el cine resalta el largometraje Weather House (2017), cuyo título constituye una referencia a las casitas del tiempo, y el corto animado dirigido por Horst von Möllendorff Povětrnostní domeček (1944), mientras que en la televisión destaca la serie de animación The Brollys (1990-1991), donde se relata la historia de un niño que es transportado mágicamente todas las noches a la casita del tiempo colgada en la pared de su dormitorio. En lo relativo al mundo del arte, sobresalen una representación de una casita del tiempo en una tarjeta de Año Nuevo de 1918 creada por el artista checo Tavík František Šimon, un anuncio de la empresa de material fotográfico Agfa-Gevaert, una escultura de bronce en Bad Sassendorf obra de Bonifatius Stirnberg, y una casita del tiempo inaugurada en 2020 en Geschwenda de aproximadamente tres metros de alto por dos de ancho en recuerdo de la desaparecida industria local dedicada a la fabricación de estos artículos. Por último, en lo que respecta a la literatura, destaca el apéndice del segundo volumen de la obra de William Hayley The life and posthumous writings of William Cowper (1803), donde figuran las siguientes líneas bajo un grabado de una casita del tiempo realizado por William Blake:

Peace to the artist, whose ingenious thought
Devised the weather-house, that useful toy!
Fearless of humid air and gathering rains,
Forth steps the man, an emblem of myself!
More delicate, his tim’rous mate retires.
Paz al artista, cuyo ingenioso pensamiento
Ideó la casita del tiempo, ¡ese útil juguete!
Sin temor al aire húmedo y a las lluvias torrenciales
Hacia delante camina el hombre, ¡un emblema de mí mismo!
Más delicada, su timorata compañera se retira.